# Corinna olivacea
Corinna olivacea là một loài nhện trong họ Corinnidae.
Loài này thuộc chi Corinna. Corinna olivacea được Embrik Strand miêu tả năm 1906.